# Рыкоручей
Рыкоручей — ручей в России, протекает по территории Михайловского сельского поселения Олонецкого района Республики Карелии и Свирьстройского городского поселения Лодейнопольского района Ленинградской области. Длина ручья — 10 км.

## Общие сведения
Ручей берёт начало на территории урочища Лента-Сельга и далее течёт преимущественно в юго-восточном направлении.
Рыкоручей в общей сложности имеет два малых притока суммарной длиной 0,5 км.
Впадает на высоте 17,2-18,0 м над уровнем моря в реку Свирь.
Населённые пункты на ручье отсутствуют.
Код объекта в государственном водном реестре — 01040100712202000012667.